# Arthur Wiggins
Arthur Frederick Reginald Wiggins (ur. 5 grudnia 1891 w Bournemouth, zm. 23 lipca 1961 w Bembridge) – brytyjski wioślarz i oficer, srebrny medalista olimpijski. 
Kształcił się w Eton College i New College Uniwersytetu Oksfordzkiego. Trzykrotnie brał udział w The Boat Race, w latach 1912 i 1913 zwyciężał, a w 1914 przegrał.
Wystąpił na igrzyskach olimpijskich w Sztokholmie w 1912, gdzie brytyjska osada New College w składzie: William Fison, William Parker, Thomas Gillespie, Beaufort Burdekin, Frederick Pitman, Arthur Wiggins, Charles Littlejohn, Robert Bourne i John Walker zdobyła srebrny medal w ósemkach. W finale przegrali z rodakami z osady Leander Club o 3,5 sekundy. Był to jego jedyny start olimpijski.
Po wybuchu I wojny światowej wstąpił do British Army, otrzymując przydział w Grenadier Guards w stopniu porucznika. Służbę zakończył w 1937 roku w stopniu podpułkownika.